# El filo de la navaja (película)
El filo de la navaja (en inglés, The Razor's Edge) es una película dramática estadounidense de 1946 dirigida por  Edmund Goulding y protagonizada por Tyrone Power y Gene Tierney en sus papeles principales. Es una adaptación de la novela de Somerset Maugham escrita en 1944, que aborda temas poco corrientes en la literatura de la época, como el misticismo oriental, y se desmarca de sus contemporáneos evocando a veces la sexualidad de manera directa, pero sin vulgaridad, conservando su habitual lenguaje constante.

## Argumento
La película describe los amores y el destino de dos jóvenes ricos estadounidenses, Larry e Isabela. Aunque enamorados, se separan jóvenes basándose en las aspiraciones metafísicas insaciables de Larry, que estuvo profundamente marcado por la Primera Guerra Mundial, donde participó como piloto de caza. El autor, por otro lado narrador del libro, cuenta sus historias comunes y personales, desde el punto de vista de un observador lúcido, benévolo e individual. El otro personaje central del libro, Elliot, amigo del narrador y tío de Isabela, es un rico esnob (aunque ligado a su familia) que pasa el tiempo en los círculos mundanos de París y Londres.

## Reparto
- Tyrone Power: Larry Darrell
- Gene Tierney: Isabel Bradley
- John Payne: Gray Maturin
- Anne Baxter: Sophie Nelson Macdonald
- Clifton Webb: Elliott Templeton
- Herbert Marshall: W. Somerset Maugham
- Lucile Watson: Louisa Bradley
- Frank Latimore: Bob Macdonald
- Elsa Lanchester: Miss Keith, secretaria de la Princesa
- Fritz Kortner: Kosti
- Henri Letondal: inspector de policía

## Premios y distinciones
Premios Óscar
| Año  | Categoría                  | Persona                                                | Resultado |
| ---- | -------------------------- | ------------------------------------------------------ | --------- |
| 1947 | Mejor película             | Darryl F. Zanuck                                       | Nominado  |
| 1947 | Mejor actor de reparto     | Clifton Webb                                           | Nominado  |
| 1947 | Mejor actriz de reparto    | Anne Baxter                                            | Ganadora  |
| 1947 | Mejor diseño de producción | Richard Day y Nathan Juran, Thomas Little, Paul S. Fox | Nominados |